# Esteban Echeverría
Esteban Echeverría (* 2. September 1805 in Buenos Aires; † 19. Januar 1851 in Montevideo, Uruguay) war ein argentinischer Schriftsteller. Er gilt als einer der wichtigsten Vertreter der Romantik in Lateinamerika.

## Leben

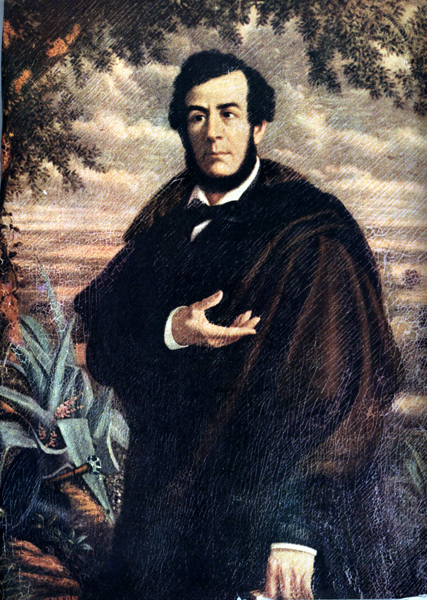
Esteban Echeverría

Esteban Echeverría wurde am 2. September 1805 als zweiter von neun Söhnen des Basken José Domingo Echeverría und der Argentinierin María Espinosa im Stadtteil San Telmo in Buenos Aires geboren. Noch während seiner Kindheit, 1816, starb sein Vater und seine Mutter zog ihn groß. Zwischen 1816 und 1818 besuchte er die Schule. Während seiner frühen Jugend war er ein wildes und stürmisches Kind. Ab 1822 besuchte er für zwei Jahre die Universität von Buenos Aires, wo er in Latein und Philosophie unterrichtet wurde.
1826 reiste er nach Paris. Hier kam er in Kontakt mit der europäischen Romantik. Während seiner Zeit in Paris studierte er, besuchte die literarischen Salons und widmete sich der eingehenden Lektüre bekannter Autoren wie zum Beispiel George Gordon Byron, Victor Hugo, August Wilhelm Schlegel, Friedrich von Schiller und Johann Wolfgang von Goethe. 1829 verbrachte er einige Monate in London.
Im Folgejahr kehrte er in seine Heimatstadt Buenos Aires zurück und führte dort die literarische Romantik ein. 1832 verschlechterte sich seine Gesundheit, so dass er nach Mercedes (Uruguay) reiste, um sich einige Monate auf dem Land zu erholen. 1837 nahm er aktiv an den Treffen des Salón Literario teil, die in der Buchhandlung von Don Marco Sastre stattfanden und an denen auch Juan Bautista Alberdi und Juan María Gutiérrez teilnahmen. Als Juan Manuel de Rosas die Schließung des Salons anordnete, wurde Echeverría zum Mitbegründer der Joven Generación Argentina. Diese bestand aus einer Gruppe von jungen liberalen Schriftstellern, die die Wiederherstellung der Ideale der Revolución de Mayo anstrebte (diese hatte 1810 zur Unabhängigkeit von Spanien geführt) und der Regierung Rosas kritisch gegenüberstand. Ähnliche Vereinigungen gab es auch in Italien und in Deutschland. Diese jungen Autoren werden oft unter dem Begriff Generation von 37 zusammengefasst.
Wegen seiner kritischen Einstellung gegenüber Rosas Einstellung war Echeverría gezwungen, 1840 ins Exil nach Montevideo zu gehen. Im Exil gründete er die Asociación de Mayo, die wohl als eine Neuauflage der Asociación de la Joven Generación Argentina gedacht war, über deren wirkliches Wirken aber nur wenig bekannt ist. Die Grundideen dieser Asociación werden in dem Dogma Socialista de la Asociación de Mayo (bekannt als Dogma Socialista) dargestellt. So wird in dem Werk u. a. auf den Dualismus von Traditionalismus und Modernität im damaligen Argentinien eingegangen. Für Echeverría und seine Mitstreiter verkörperte Spanien das traditionelle, rückwärtsgewandte Denken. Er forderte neben der bereits erreichten politischen Unabhängigkeit von Spanien auch eine soziale Unabhängigkeit. Als Vorbilder für das Dogma Socialista gelten die Ideen der französischen Autoren Félicité de Lamennais und Henri de Saint-Simon. Dieses Werk Echeverrías zählt zu den wichtigsten Texten des politischen Liberalismus in Lateinamerika. Es wurde zur ideologischen Grundlage der argentinischen Verfassung von 1853.
Echeverría sollte nicht mehr aus dem Exil zurückkehren. Er starb am 19. Januar 1851 in Montevideo an Tuberkulose, im Alter von nur 45 Jahren, in Einsamkeit und Armut.
Ihm zu Ehren benannten Wissenschaftler einer argentinischen Antarktisexpedition (1956–1957) den Puerto Echeverría nach ihm.

## Literarisches Werk
Das Werk von Echeverría ist vielschichtig. So hat er auf der einen Seite mit dem Dogma Socialista ein Werk von großer politisch sozialer Bedeutung geschaffen. Auf der anderen Seite erschuf er Werke wie la cautiva oder cartas a un amigo in denen die individuelle Sphäre im Vordergrund steht und die ihn klar als Romantiker identifizieren. Er gilt als Gründungsvater der Romantik im Río de la Plata Raum. Nachdem er 1830 aus Paris zurückgekehrt war, verbreitete er die Ideen der europäischen Romantik in Argentinien. So schrieb zum Beispiel Juan Bautista Alberdi, dass er die ersten Informationen über die europäische Romantik von Echeverría erhalten habe. 1832 veröffentlichte er anonym das größere Gedicht Elvira ó la novia del Plata (1830), das aber als zu wild-phantastisch wenig Anklang fand. Dennoch fand es seinen Platz in der Literaturgeschichte als „das erste romantische Poem in spanischer Sprache“.

### Cartas a un Amigo
Eines seiner Werke sind die Cartas a un Amigo (dt.: Briefe an einen Freund). In diesen 32 Briefen beschreibt das lyrische Ich einem fiktiven Freund seine Erlebnisse und Herzensangelegenheiten. Die ersten Briefe handeln von seiner todkranken Mutter, anschließend beschreibt es seine Reise durch die Pampa, auf der es die traurige María kennenlernt. Es erfährt, dass Marías Bruder und ihr Freund sich auf den Weg gemacht haben, um die Indianer zu bekämpfen, und dass deren Schicksal ungewiss ist. Das lyrische Ich verspricht, sich zu erkundigen. Es erfährt, dass beide gestorben sind. Voller Kummer stürzt sich das lyrische Ich in Selbstmordgedanken und nur der Geist seiner Mutter hält es davon ab, diese Gedanken auch in die Tat umzusetzen. Die letzten Briefe handeln von Luisa, einer Frau, die es kennengelernt hat und in die es sich auf einem Tanzabend unsterblich verliebt hat.
Das lyrische Ich dieser Briefe ist im Grunde stereotypisch für die Romantik. So zeigt es einen Hang zur Melancholie und Nostalgie, es ist eng verbunden mit der Natur, in die es sich zurückzieht, es zeigt misanthropische Neigungen, es ist extrem emotional und es verspürt den Drang zum Selbstmord.
Bemerkenswert sind auch die Parallelen zu Goethes Briefroman Die Leiden des jungen Werthers (1774). Einmal formell, denn beide Male wird der Inhalt über eine fiktive Korrespondenz erzählt, und zweitens auf inhaltlicher Ebene mit der unerfüllten Liebe zu einer Frau, die das lyrische Ich auf einem Tanzabend kennenlernt, und dem Selbstmordwunsch (der bei Echeverría allerdings nicht in die Tat umgesetzt) wird. Die Cartas a un amigo gehen inhaltlich seinem Werk La Cautiva voraus.

### La Cautiva
1837 wurde Rimas und darin seine lyrisch-epische Dichtung La Cautiva (Die Gefangene) veröffentlicht. In dieser wird die Geschichte eines jungen Paares, Brian und María, erzählt. Brian, Hauptmann einer argentinischen Grenzstation, wird zusammen mit seiner Frau von Indianern verschleppt. Die beiden entkommen und schlagen sich durch die Pampa. Brian stirbt und María zieht allein weiter, ihrem Kind zuliebe. Als sie auf Soldaten trifft und diese ihr erzählen, dass ihr Kind nicht überlebt hat, gibt sich auch María dem Tode hin.
La Cautiva ist in neun Abschnitte und einen Epilog geteilt. Jeder Abschnitt trägt einen Titel und ihm geht ein Zitat voraus. Zitiert werden u. a. Byron, Hugo, Dante und Lamartine.
La Cautiva fand unter Echeverrías Zeitgenossen großen Anklang und brachte seinem Autor große Bekanntheit. Es gilt als Nationalgedicht Argentiniens. Echeverría gelingt es mit diesem Gedicht die europäische Romantik auf nationale argentinische Themen anzuwenden. So geht seine eingehende Schilderung der Pampa mit ihren Sonnenuntergängen und seiner Graslandschaft auf Herders Landschaftsbeschreibung zurück. Und seine Darstellung der Indios läuft konträr zu dem in Europa üblichen Bild der „edlen Wilden“, welches auf das Menschenbild Jean-Jacques Rousseaus zurückgeht und welches die indigenen Völker in einem positiven, teilweise schwärmerischen Licht darstellt. Bei Echeverría sind die Indios hingegen grausam und gewalttätig. Dies ist darin begründet, dass wie bei Domingo Faustino Sarmiento, für Echeverría ein Dualismus zwischen Zivilisation und Barbarei besteht, wobei die Indios die Barbarei verkörpern und die Weißen die Zivilisation. Echeverría schlägt sich in diesem Gedicht eindeutig auf die Seite der Zivilisation. Dieser Dualismus von Barbarei und Zivilisation kann auch stellvertretend für die politische Situation Argentiniens der 1830er Jahre gesehen werden. Die Zeit nach der Unabhängigkeit von Spanien steht im Zeichen der Auseinandersetzung zwischen den Föderalisten und den Unitariern. Wobei für Echeverría die Föderalisten und Rosas für die Primitivheit und Wildheit, also für die Barbarei, und die Unitarier für Bildung und Fortschritt, d. h. für die Zivilisation stehen. Eine Anklage der Indios kann also auch als Anklage der Rosas Diktatur verstanden werden.

### El Matadero
Zwischen 1838 und 1840 schrieb Echeverría die sozial-romantische Erzählung El Matadero (deutsch: Das Schlachthaus). Sie ist – neben La Cautiva – sein bekanntestes und am häufigsten kommentiertes Werk. Sie wurde erst zwei Jahrzehnte nach seinem Tod, im Jahre 1871, durch Juan María Gutiérrez in der Revista del Río de la Plata veröffentlicht.

#### Inhalt
Die Geschichte, so erfährt man zu Beginn vom Erzähler, spielt gegen Ende der 1830er Jahre, nach dem Tod von Encarnación Ezcurra, der Frau Rosas, während der Fastenzeit (sie spielt also ungefähr in dem Zeitraum, in dem sie auch geschrieben wurde). In Buenos Aires kommt es zu einer Sintflut und als Folge zu akutem Fleischmangel, da der Schlachthof nicht genutzt werden kann. Dies stimmt zwar mit dem Fastengebot überein, sorgt aber gleichzeitig dafür, dass andere Nahrungsmittel sich verteuern, so dass viele Menschen Hunger leiden müssen. In dieser Zeit wird von dem Restaurador beschlossen, einige Kälber in das Schlachthaus zu schicken. Eine Masse von Menschen versammelt sich, um etwas von dem Fleisch abzubekommen. Über eines der Tiere entbrennen Diskussionen darüber, ob es ein Ochse oder ein Stier sei. Das Tier reißt sich los und tötet dabei einen Jungen. Einige Reiter verfolgen das Tier und nach einer langen Hetzjagd töten sie es. Es stellt sich schließlich heraus, dass es ein Stier war. Nach der Schilderung, wie das Tier zu Tode kam, betritt ein junger Mann die Szenerie. Der Mob erkennt ihn schnell als Feind, da er offensichtlich ein Unitarier ist. Man schleppt ihn zum Richter des Schlachthofes, wo er verhört und gefoltert werden soll. Durch die Aussicht auf die Folter steigert er sich so in seine Wut hinein, dass er daran stirbt.

#### Dualismus von Stadt und Land
Wie auch in La Cautiva spiegelt sich in diesem Text die Idee vom Dualismus von Stadt und Land bzw. von Zivilisation und Barbarei wider, das „junge“ und das „zurückgebleibene“ Argentinien. Der junge Unitarier steht stellvertretend für die Zivilisation. Der Schlachthof bietet hierbei quasi einen Grenzort. Denn hier dringt das Ländliche in das städtische Gebiet ein. Der Unitarier betritt sozusagen feindliches Gebiet, wenn er sich zum Schlachthof begibt und fordert damit die Zurückeroberung des Gebietes durch die Federalen heraus. Diese bedienen sich menschenverachtender und grausamer Methoden um den Eindringling aus ihrem Territorium zu verbannen, und hier zeigt sich erneut ganz deutlich, dass sie Echeverría der Barbarei zuordnet. Zunächst erweckt die Handlung den Eindruck, die Federales wären die Sieger, da sie ihr Ziel erreicht haben. Dadurch, dass der Unitarier aber seine Integrität wahrt und sich nicht der Folter der Federales hingibt, zeigt sich seine moralische Überlegenheit und schlussendlich geht er als Sieger aus der Auseinandersetzung hervor.

#### Entwürfe von Männlichkeit inEl Matadero
Neben dem Konflikt zwischen Stadt und Land werden in El Matadero auch zwei verschiedene Typen von Männlichkeit skizziert. Dies ist interessant, da hier nicht die Definition des Maskulinen in Abgrenzung zum Femininen geschieht, sondern im Kontrast zum weniger Männlichen vollzogen wird. Das föderale Männlichkeitsideal erwächst aus der blutschweren Welt des Schlachthofes, während das Männlichkeitsideal des Unitariers aus dem Wunsch sich von dieser barbarischen Menge abzugrenzen entsteht. Dies zeigt er z. B. dadurch, dass er nicht wie die Föderalen Trauer trägt und auf einem englischen Sattel reitet. Schauplatz dieses Konfliktes um Männlichkeit und Macht ist der Körper des Unitariers. Die Diskussion darüber ob der Stier cojones (also Hoden) habe oder nicht, ob er also als richtig männlich gelten kann, wird als Motiv auch auf den Unitarier übertragen und seine Maskulinität wird somit in Frage gestellt. Seinen Höhepunkt findet diese Entmännlichung in der Vorbereitung ihn zu foltern, wobei einige Autoren auch so weit gehen von homosexueller Vergewaltigung zu sprechen. Durch seinen Tod entzieht sich der Unitarier jedoch dieser Praxis und seine Integrität bleibt erhalten, während an den Föderalen hingegen der Ruch des Vergewaltigers hängen bleibt. Das unitarische Modell wird also klar favorisiert. Die Szene kann auch als politische Allegorie verstanden werden, in der die Grausamkeit an dem Unitarier als Sinnbild für die Schändung der argentinischen Nation durch Rosas steht.

#### Form
El Matadero besteht aus zwei Grundkomponenten. Auf der einen Seite gibt es die Rahmenerzählung mit einem Ich-Erzähler und auf der anderen Seite die in den Rahmen eingebettete Geschichte mit einer auktorialen Erzählsituation. Mehrere Motive kehren im Laufe der Geschichte wieder, jedoch in unterschiedlicher Gewichtung und Konstellation. Diese Motive sind:
- die Kirche,
- der Regen,
- das Fleisch (oder der Mangel an selbigem),
- der Schlachthof,
- die Föderalen,
- die Unitarier und
- der Restaurador

Das Zusammenspiel der verschiedenen Motive hat Jitrik mit einer Sinfonischen Dichtung, die auch ein Kind der Romantik ist, verglichen. Wenn man dieser Vorlage folgt, so wäre das Verbrechen an dem Unitarier der Höhepunkt und der Punkt, in dem alle Motive zueinander finden.

#### Kostumbrismus
El Matadero wird oft auch als kostumbristische Geschichte oder Novelle bezeichnet. Ein Vorbild für den Kostumbrismus bei Esteban Echeverría ist Mariano José de Larra. Obwohl Echeverría und seine Mitstreiter Spanien der spanischen Literatur gegenüber äußerst kritisch eingestellt waren, lassen sich mit Larra einige Identifikationspunkte finden. So ist Larra, genau wie Echeverría, ein junger Liberaler und er kämpft gegen den Absolutismus und die Rückständigkeit der Gesellschaft. Kostumbristische Elemente bei Echeverría sind zum Beispiel die historische Referenz zu Beginn der Geschichte, die deutlich macht, dass es sich um die späten 1830er Jahre unter Rosas handeln muss. Des Weiteren weist das Vorhandensein von verbaler Ironie beim Erzähler, mit dem Sinn Aspekte der Geschichte in einem anderen Licht dastehen zu lassen, auf den Kostumbrismus. Nicht zuletzt ist auch die pittoreske Darstellung und das damit verbundenen Lokalkolorit ein Anzeichen für einen vorhandenen Kostumbrismus. Eine gewisse örtliche Färbung ist bei Echeverría sowohl im Handlungsort (den Slums von Buenos Aires) als auch in der Sprache, die einen sehr geringen Anteil an Dialektaler Färbung aufweist, zu erkennen.

## Werke

### Weitere zu Lebenszeiten erschienene Werke Echeverrías
- 1830: Regreso und En celebridad de mayo (Gedichte)
- 1831: Profecía del Plata (Gedicht)
- 1832: El túmulo de un joven(Gedicht) und Elvira o La novia del Plata
- 1834: Los Consuelos (Gedichtband)
- 1837: Rimas (Gedichtband) darin La Cautiva
- 1838: Palabras Simbólicas
- 1839: Código de la Joven Argentina o Asociación de Mayo
- 1846: Dogma Socialista und Manual de enseñanza moral para las escueas primarias del Estado Oriental
- 1848: La revolución de febrero en Francia

### Gesamtausgabe
Von 1870 bis 1874 stellte Juan María Gutiérrez die gesammelten Werke Esteban Echeverrías zusammen. Sie erschienen in fünf Bänden als Obras completas de Estéban Echeverría im Verlag Casalle in Buenos Aires.

### Werke in deutscher Übersetzung
- Der Schlachthof. Übersetzt, kommentiert und mit einem Nachwort versehen von Léonce W. Lupette. Lux, Wiesbaden 2010, ISBN 978-3-939557-15-9
- El matadero. Das Schlachthaus, zweisprachig. Herausgegeben, übersetzt, kommentiert und mit Anmerkungen versehen von Wolfgang von Polentz. Amalienpresse, Berlin 2012, ISBN 978-3-939904-11-3
- Blutiger Schlachthausschlamm argentinischer Romantik. Claudia Ballhause über ihre deutsche Übersetzung von Echeverrías El matadero. (Übers. nicht veröffentlicht; Textbeispiele.) In ReLÜ, Rezensionszeitschrift, 9, 11. Dezember 2009